# Can Parregueres
Can Parregueres és una obra de Canet d'Adri (Gironès) protegida com a bé cultural d'interès local.

## Descripció
És una edificació de planta quadrangular amb ampliacions annexes. Inicialment haurien format el conjunt, la torre de defensa i un cos més baix corresponent a la part construïda amb aparell de carreus. Ampliacions posteriors fetes amb aparells més basts, haurien donat la volumetria que actualment es conserva. Les parets són de pedra i morter de calç a les façanes exteriors que deixen a la vista els carreus que emmarquen les obertures i les cantonades. La façana principal conserva un portal adovellat de mig punt i finestres amb llinda, ampit i brancals de pedra. La coberta és amb teula àrab a dos vessants. Els sostres són fets amb cairats. Al costat de la masia hi ha una construcció annexa, segurament un antic paller i una quadra de construcció més moderna, del segle xviii o XIX.